# Chiesa di San Giorgio Martire (Corona)
La chiesa di San Giorgio Martire è la parrocchiale di Corona, frazione di Cortaccia sulla Strada del Vino, in provincia di Bolzano e diocesi di Bolzano-Bressanone.

## Storia
La prima citazione di una chiesa a Corona risale al 1215; allora dipendeva dalla diocesi di Trento. In quel secolo fu eretto il campanile. L'attuale parrocchiale venne costruita nel XV secolo. Nel 1789 venne aperto il cimitero attiguo alla chiesa. Nel 1867 furono collocate nel campanile altre due campane, delle quali una venne requisita durante la prima guerra mondiale. Nel 1919 la chiesa divenne sede di curazia e, nel 1922, furono installate nella torre campanaria tre nuove campane. Il campanile venne ristrutturato nel 2014.

## Interno
Opere di pregio conservate nella chiesa sono un dipinto del XVI secolo raffigurante Cristo Risorto assieme ai Santi Rocco e Sebastiano, l'altare maggiore, risalente al 1713 e posto in questo edificio dal 1792, una pala d'altare il cui soggetto è San Giorgio che combatte contro il drago, opera del bolzanino Anton Kössler, e l'organo, che fu realizzato nel XVIII secolo.